# ماچیدا، توکیو

نقشهٔ ماچیدا واقع در ناحیهٔ تامای توکیو

ماچیدا (به ژاپنی: 町田市 Machida) به یکی از بخش‌های منطقه تامای توکیو، پایتخت ژاپن گفته می‌شود. مساحت آن ۷۱٬۶۳ کیلومتر مربع است و در جنوبی‌ترین قسمت توکیو قرار گرفته‌است. ماچیدا در محل تلاقی اتوبان شماره ۲۴۶ . بزرگراه تُومِی (خط تُوکیو دِن‌اِنتُوشی  و خط اوداکیو-اوداوارا) و اتوبان شماره ۱۶ (خط یوکوهاما) واقع شده‌است. بعد از هاچی‌اوجی بیشترین تعداد جمعیت را در بین مناطق شهری و روستایی توکیو داراست. قسمت‌های زیادی از این منطقه را تپه‌های تاما در بر گرفته‌است.

## رودهای ماچیدا
- ساکای گاوا از نزدیک ایستگاه ماچیدا از طرف غرب به جنوب جریان دارد.
- سورومی گاوا در مرکز منطقه ماچیدا جریان دارد.
- اوندا گاوا

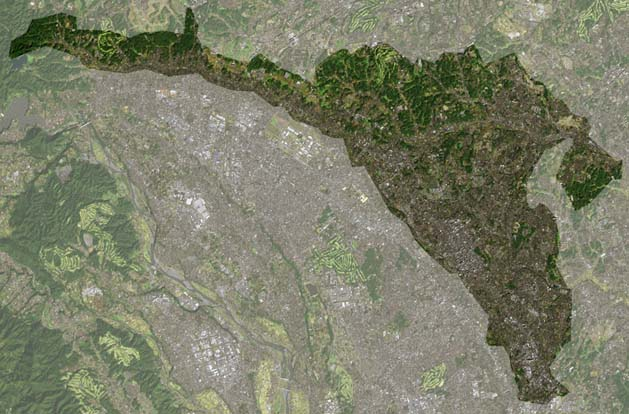
عکسی ماهواره‌ای از ماچیدا
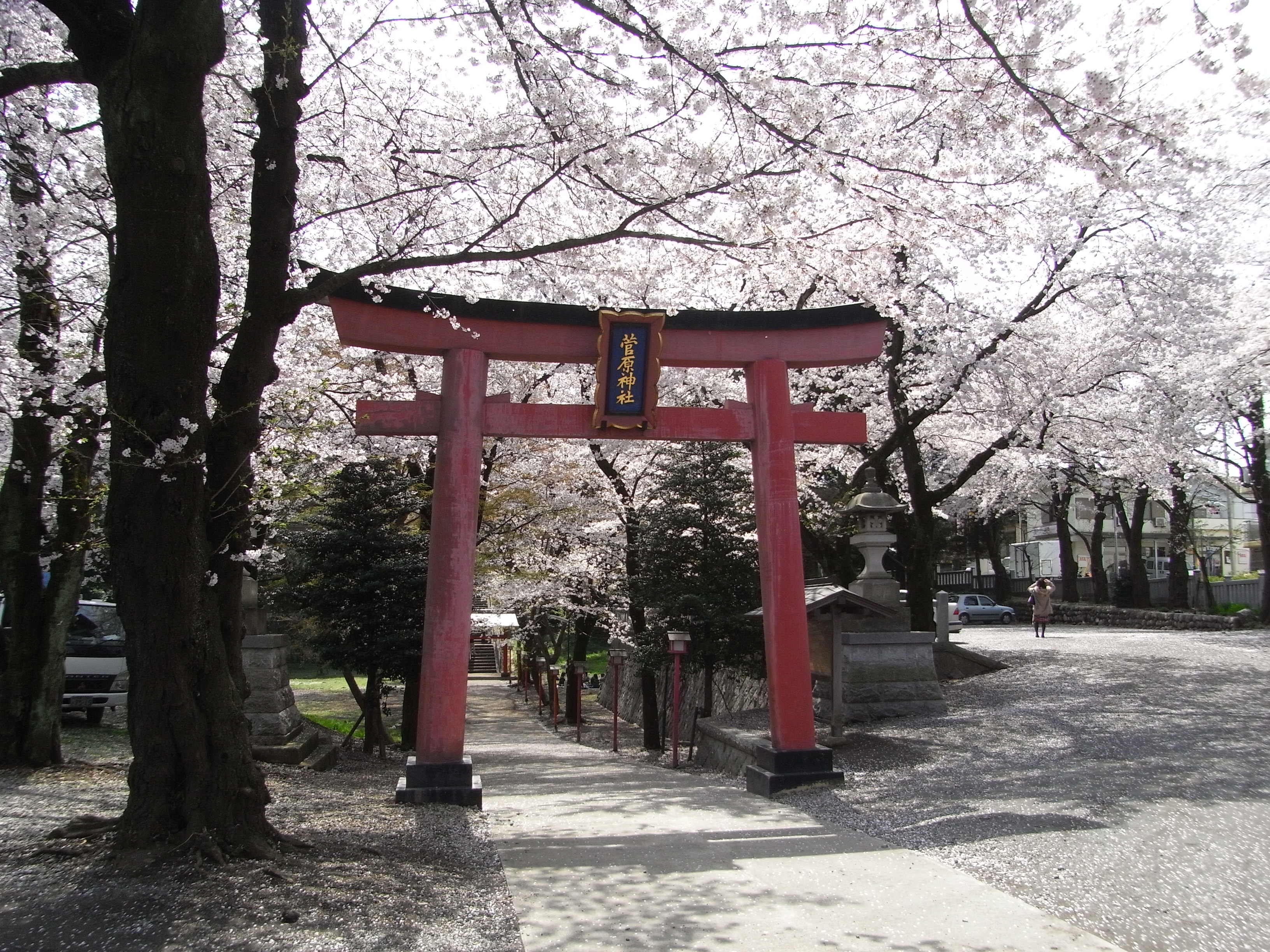
معبد سوگاوارا در ماچیدا